# 나주 상방리 호랑가시나무
나주 상방리 호랑가시나무(羅州 上方里 호랑가시나무)는 대한민국 전라남도 나주시 공산면에 있는, 임진왜란 때 충무공을 도와 큰 공을 세운 오득린 장군이 마을에 정착하면서 심었다고 전해지는 호랑가시나무이다. 2009년 12월 30일 대한민국의 천연기념물 제516호로 지정되었다.

## 개요
임진왜란 때 충무공을 도와 큰 공을 세운 오득린 장군이 마을에 정착하면서 심었다 하며, 마을의 좌청룡 우백호의 지세에서 오른쪽 지세가 약하다 하여 마을입구에 숲을 만들었는데 지금은 이 호랑가시나무와 팽나무 10여주만이 작은 숲으로 남아있다.
호랑가시나무는 호랑이가 등이 가려우면 이 나무의 잎 가시에다 문질렀다는 유래가 있는 나무로서 우리나라 남해안에 주로 자라는데, 전북 부안의 호랑가시나무 군락과 광주광역시의 노거수 1주가 문화재로 지정되어 있으나 이처럼 큰 나무는 찾아보기 어려워 호랑가시나무를 대표할만한 가치가 있다.
오득린 장군이 마을에 정착하며 심은 식재유래와 마을의 기운을 돋우는 풍수적 의미도 있는 등 조상들의 생활양식을 보여주는 역사·문화적 가치가 있다.

## 같이 보기
- 오득린

## 참고 문헌
- 문화재청, 《문화재이야기여행 천연기념물 100선 보관됨 2016-08-28 - 웨이백 머신》, pp211-215, 2016-03-31

## 참고 자료
- 나주 상방리 호랑가시나무 - 국가유산청 국가유산포털